# Conquista de Orán (1509)
La conquista de Orán en 1509, plaza que estaría ininterrumpidamente bajo dominio español durante cerca de trescientos años, fue el producto de una iniciativa del Francisco Jiménez de Cisneros que financió la expedición, y que contó con el apoyo de Fernando el Católico.

## Antecedentes
Tras la exitosa jornada de Mazalquivir en 1505, y la toma del peñón de Vélez de la Gomera en el verano de 1508, el cardenal Cisneros, que había sido regente del reino, le propuso a Fernando el Católico una expedición de conquista de la ciudad costera de Orán, financiándola él mismo, con la condición de que la plaza tomada quedara bajo la jurisdicción de la Archidiócesis de Toledo. El monarca accedió, facilitando la leva de las tropas y la formación de la armada, concediéndole a Cisneros el título de capitán general de África el 20 de agosto de 1508.

## La toma de Orán
Los preparativos para la expedición se iniciaron en septiembre de 1508. La Corona invirtió en ellos 39,6 millones de maravedíes. En comparación, la armada a Castilla del Oro de 1514 costaría 14 millones y la armada de Maluco capitaneada por Hernando de Magallanes 8,35 millones.
El 16 de mayo de 1509 partió la armada, compuesta por 80 naos, 10 galeras acompañadas de naves más pequeñas, en dirección a Mazalquivir, ciudad vecina a Orán, donde desembarcaron las tropas el día 18 por la mañana. Tras una misa solemne, los soldados formaron quedando a cargo de Pedro Navarro, mientras que el viejo cardenal quedaba en el fuerte de la ciudad.
Ambas poblaciones se hallan separadas por una sierra, a las faldas de la cual los defensores de la ciudad se congregaron, retirándose ante el ataque español, que al asalto tomaron la alcazaba y las puertas de la ciudad amurallada, entrando, saqueándola y prendiendo numerosos cautivos y matando a muchos civiles.
Al día siguiente, el cardenal se trasladó en barco desde Mazalquivir, realizándose actos de celebración en la ciudad tomada. Se liberaron unos trescientos cautivos cristianos que se hallaban presos en la ciudad.

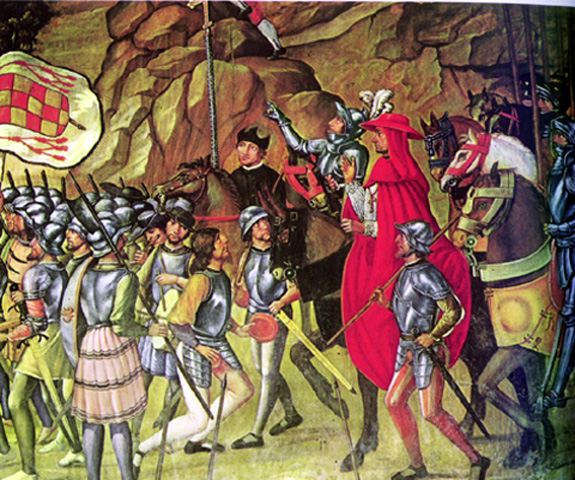
La toma de Orán por el Cardenal Cisneros, por Juan de Borgoña.

Guion personal del Cardenal Cisneros utilizado en la batalla, según el fresco de la capilla mozárabe de la Catedral de Toledo.

## Consecuencias
La política de expansión en el norte de África tomando plazas costeras sin penetración en el continente, continuó los años siguientes con las tomas de Bugía y Trípoli en 1510, y el vasallaje ofrecido al rey católico por parte de Túnez y Argel.
Sin embargo, tras la Jornada de los Gelves y la participación de la corona española en la Santa Liga, la corona puso en segundo plano la denominada guerra de África, ante los prioritarios asuntos en Italia.